# Alfred Cheney Johnston

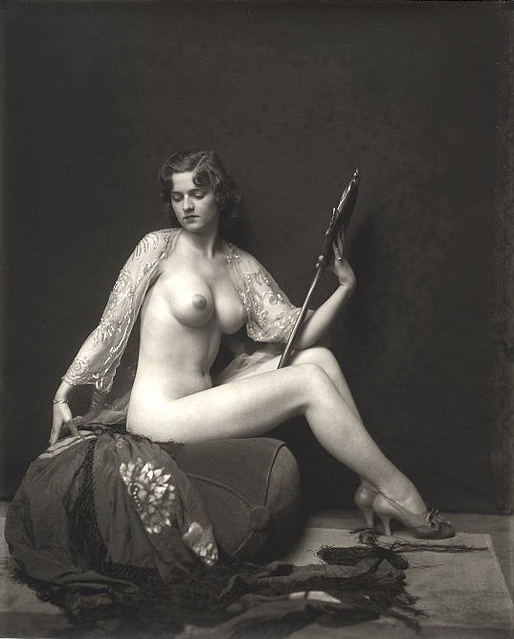
Foto de la chica Ziegfeld, Dorothy Flood.

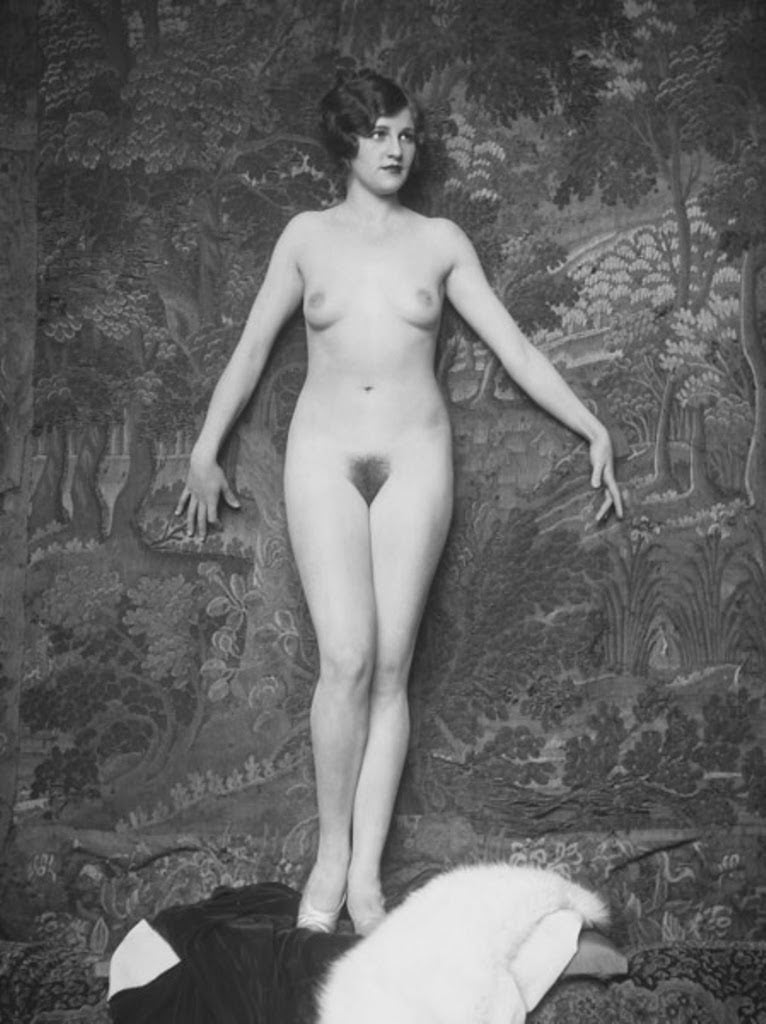
Clásico retrato desnudo de Johnston en los años 1920 de una modelo sin identificar, probablemente una corista de Ziegfeld Follies.

Alfred Cheney Johnston (conocido como "Cheney" por amigos y socios; 8 de abril de 1885-17 de abril de 1971) fue un fotógrafo de la ciudad de Nueva York, conocido por sus retratos de chicas Ziegfeld Follies, así como de actores y actrices del teatro y el cine.

## Biografía
Johnston nació en Nueva York en una rica familia de banqueros, la cual posteriormente se mudó a Mount Vernon, Nueva York. Inicialmente estudió pintura e ilustración en la Academia Nacional de Dibujo en Nueva York, pero después de graduarse en 1908 (y casarse un año después con su compañera de estudios Doris Gernon), sus esfuerzos por ganarse la vida como pintor de retratos no tuvieron éxito. En cambio, según los informes, a sugerencia del viejo amigo de la familia y famoso ilustrador Charles Dana Gibson, empezó a emplear la cámara anteriormente utilizada para fotografiar sus temas pictóricos como su medio creativo básico.
Aproximadamente en 1917, Johnston fue contratado por el famoso showman y productor teatral Florenz Ziegfeld como fotógrafo, y estuvo afiliado a las Ziegfeld Follies los siguientes quince años. También mantenía su propio estudio de fotografía comercial personal con gran éxito en varias ubicaciones neoyorquinas, fotografiando de todo desde aspirantes a actrices a damas de la alta sociedad hasta una amplia gama de productos comerciales minoristas de lujo— principalmente moda femenina y masculina— para anuncios de revistas. Fotografió a cientos de actrices y coristas (principalmente de la ciudad de Nueva York, asociadas o no a las Ziegfeld Follies) durante ese periodo de tiempo. Alfred Cheney Johnston murió en un accidente automovilístico cerca de su casa en Connecticut el 17 de abril de 1971, tres años después de la muerte de su esposa, Doris. No tuvieron hijos.

## El fotógrafo
Para su trabajo de estudio en interiores, Johnston a menudo empleó una gran cámara de fuelle "Century"- que producía negativos de placa de vidrio de 11 x 14 pulgadas-, así que una impresión fotográfica estándar de Johnston era de hecho una "copia por contacto" del negativo y no ampliada en absoluto. Esta medida de negativo proporciona un detalle de imagen extremadamente buena. (Aun así, Johnston también está confirmado que usó una cámara Graflex en formato de carrete de celuloide; una marca desconocida de cámara de visión 8 x 10; y una cámara Zeiss Ikon).
El trabajo "estándar" de Johnston, naturalmente, era utilizado por Flo Ziegfeld para los fines publicitarios y promocionales normales de las Follies, y principalmente constaba de retratos individuales o en grupos pequeños de las coristas de las Follies con sus extravagantes trajes llevados en escena. Sin embargo, después de la muerte de Johnston en 1971, un enorme tesoro de fotografías artísticas de estudio de desnudos y semidesnudos (y sus correspondientes negativos en placas de vidrio) se encontró almacenado en la granja cercana a Oxford, Connecticut, donde había vivido desde 1940. La mayoría de estas imágenes (algunas con nombre, mayoritariamente anónimas) eran, de hecho, coristas de las Ziegfeld Follies, pero muy atrevidas, sin retoques aerográficos en las imágenes frontales por lo que ciertamente no habrían tenido ninguna posibilidad de publicación en los años 1920 y 1930, cuando fueron tomadas, por lo que se especula que eran sencillamente trabajo artístico para él mismo, y/o hechas a pedido de Flo Ziegfeld para el disfrute personal del showman.
El único libro que se sabe fue publicado por Alfred Cheney Johnston durante su vida dedicado a sus fotografías de desnudos/glamour es "Enchanting Beauty", un volumen de 1937 de tapa blanda encuadernada en espiral que contiene 94 fotos en blanco y negro. Inusualmente (comparado con todos los otros ejemplos de su trabajo vistos hoy en internet u otras fuentes, que fueron tomados en el interior del estudio frente a un tapiz negro o con bordados), 37 de estas fotos fueron tomadas al aire libre a lo largo de un arroyo o en campos salpicados de flores, etc. Todas las fotos en el libro están "retocadas" en el área púbica, borrando el vello para mantenerlas legales respecto a los estándares editoriales de la época.
El crack de 1929 y la consecuente Gran Depresión— combinado con varias temporadas fallidas de producciones teatrales y una variedad de pleitos complicados— devastaron las finanzas y la salud de Flo Ziegfeld, y murió en julio de 1932. Esto afectó fuertemente la carrera de Alfred Cheney Johnston, y probablemente condujo a su traslado a Connecticut a finales de la década. A pesar de que operó brevemente dos estudios fotográficos comerciales a finales de los años 1940 y principios de los 1950, tampoco tuvieron éxito. Continuó con su trabajo de retratos de desnudo/glamour en un granero reconvertido en estudio en su propiedad, trabajando con una nueva generación de modelos "post-Ziegfeld" y continuando tozudamente con su enorme cámara de 11 x 14 pulgadas.

## Legado
En 1960, Johnston donó un conjunto de 245 copias grandes de su trabajo a la Biblioteca del Congreso en Washington D. C. (en gran parte coristas de Ziegfeld desnudas y semidesnudas, como Fanny Brice, Billie Burke, Ruby Keeler, las Dolly Sisters, Ina Claire, Helen Morgan, Marilyn Miller, Grace Moore, Ann Pennington, Belle Baker y Ruth Etting, algunos actores y actrices conocidos de los años 1920 y 1930 incluyendo Mary Pickford, Gloria Swanson, Tyrone Power, John Barrymore, Pearl White, Barbara La Marr, Orson Welles, Clara Bow, Ethel Barrymore, Claudette Colbert, Corinne Griffith, Clara Kimball Young, Theda Bara, Mabel Normand, Helen Hayes, Norma Shearer, Anita Stewart, Lillian Gish, Dorothy Gish, Marie Prevost, Tallulah Bankhead, Mary Miles Minter, Hope Hampton, y varias fotos de anuncios de productos). Aparentemente cinco de ellas se "fueron perdiendo" con los años, aunque la Biblioteca todavía conserva 240 imágenes en su sección de Grabados y Fotografías (Lote 8782).
Muchos años más tarde, un número considerable de copias fotográficas originales de Johnston (a veces autografiadas) y muchos negativos originales fueron adquiridos en varias subastas por al menos cuatro coleccionistas estadounidenses. Hoy en día, tales obras alcanzan precios significativos en subastas on-line y en galerías de fotos.

## Fotos

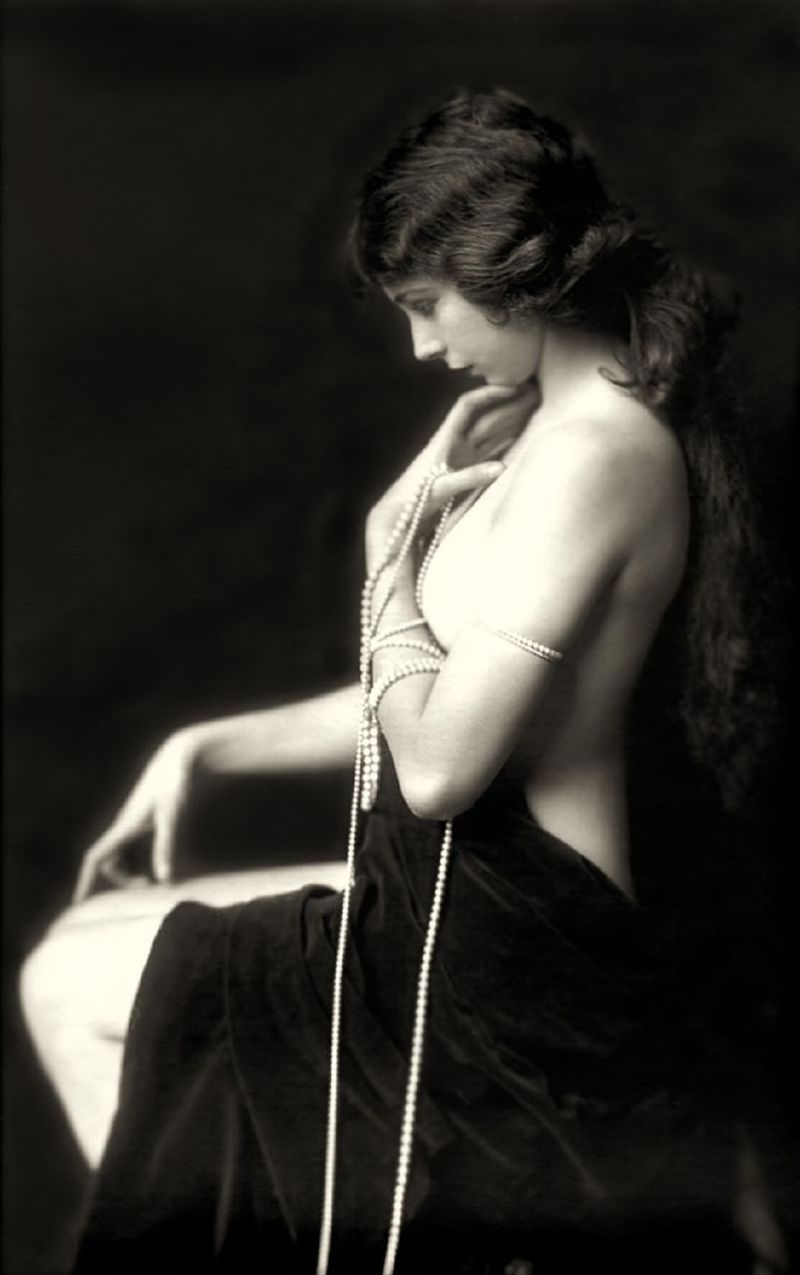
Ava Land.
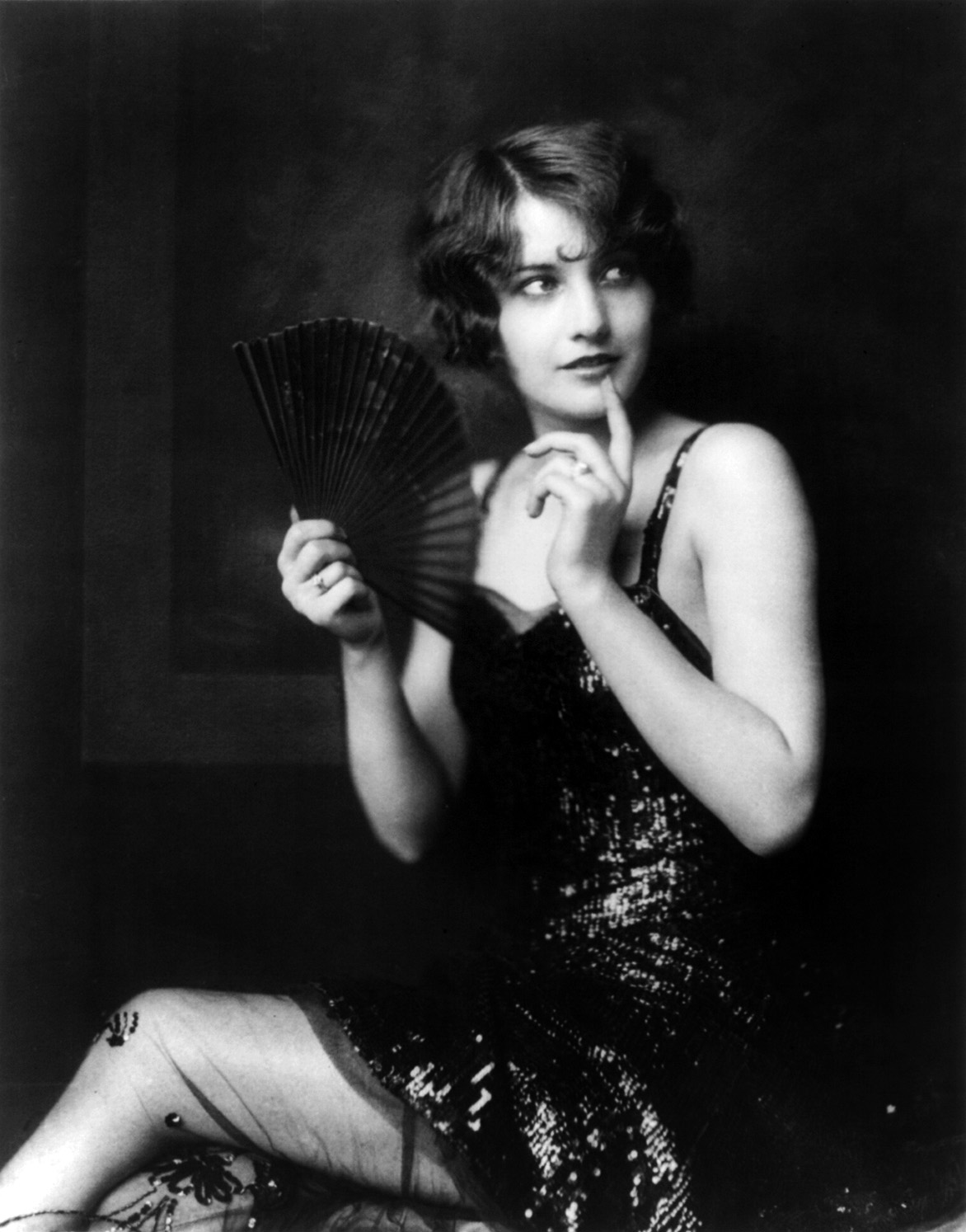
Barbara Stanwyck, cuando era "chica Ziegfeld".
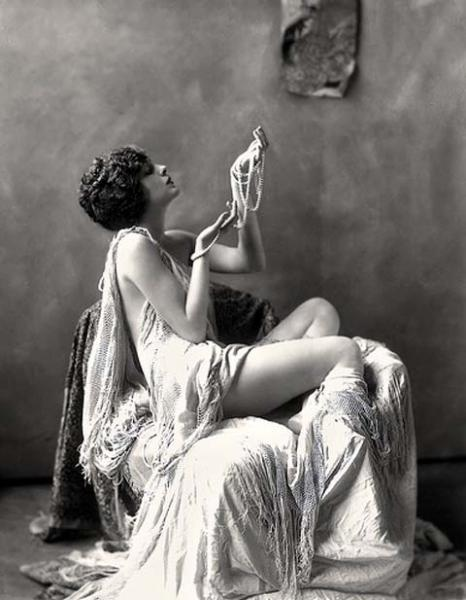
Billie Dove, chica Ziegfeld.
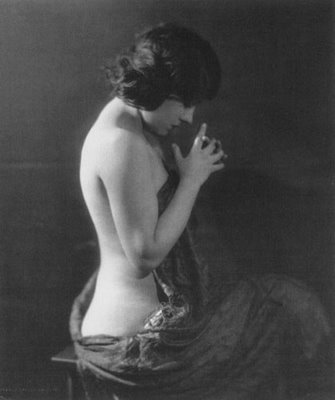
Gloria Swanson.
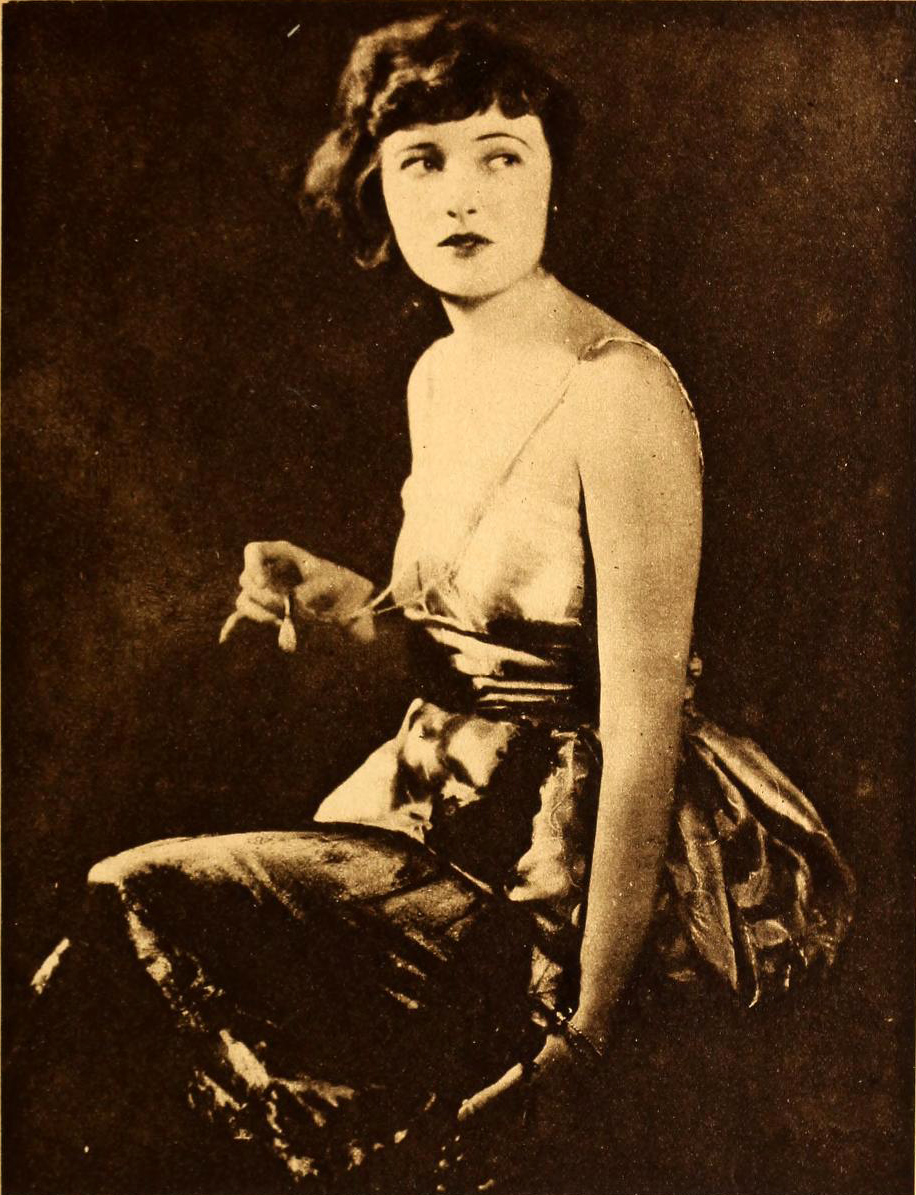
Corinne Griffith.
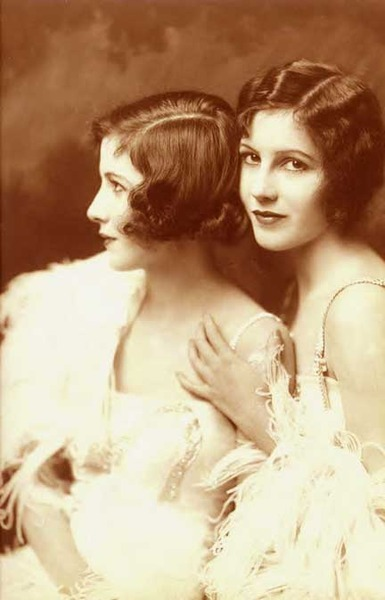
Las gemelas Fairbanks, Madeline y Marion.
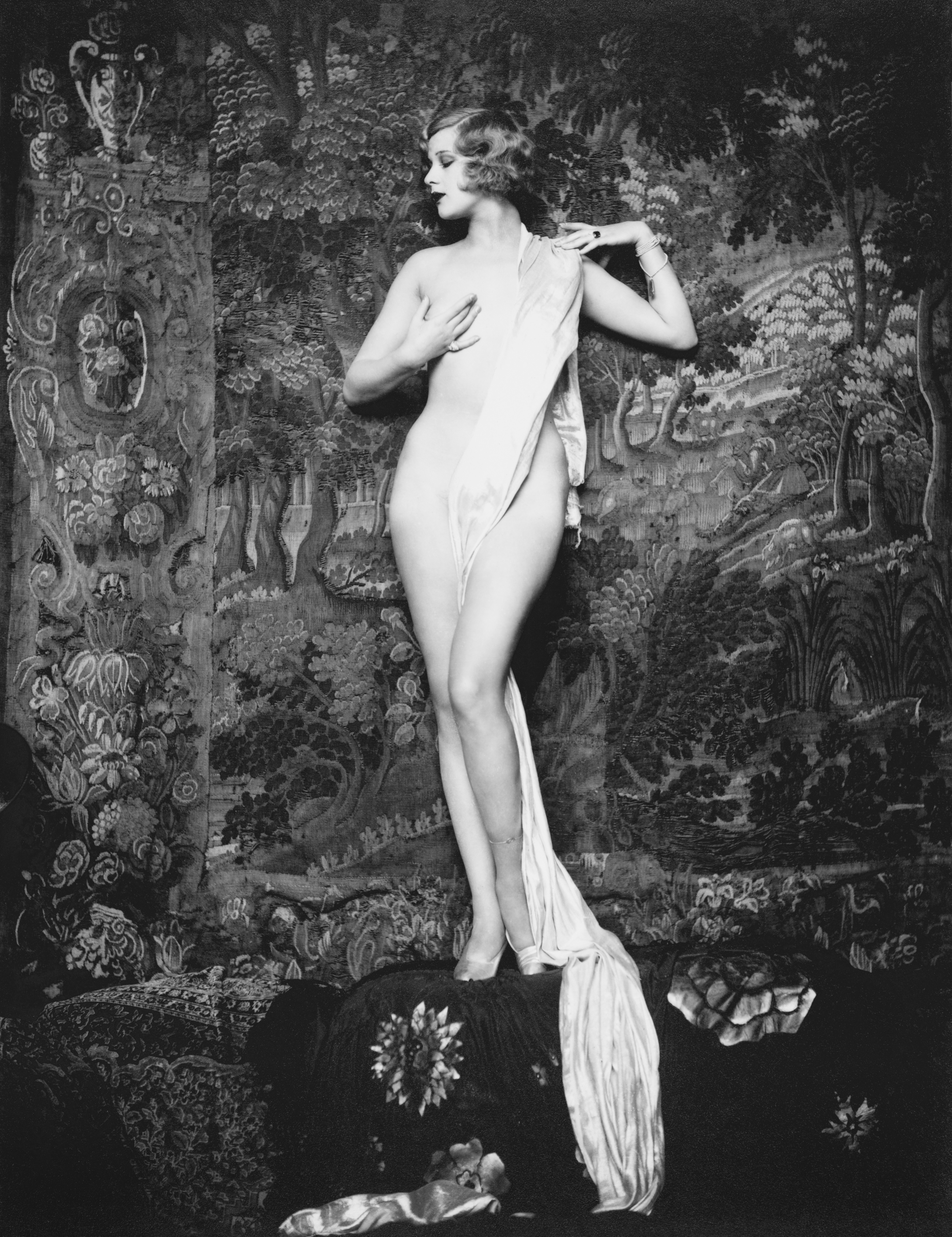
Hazel Forbes, chica Ziegfeld y Miss Estados Unidos.
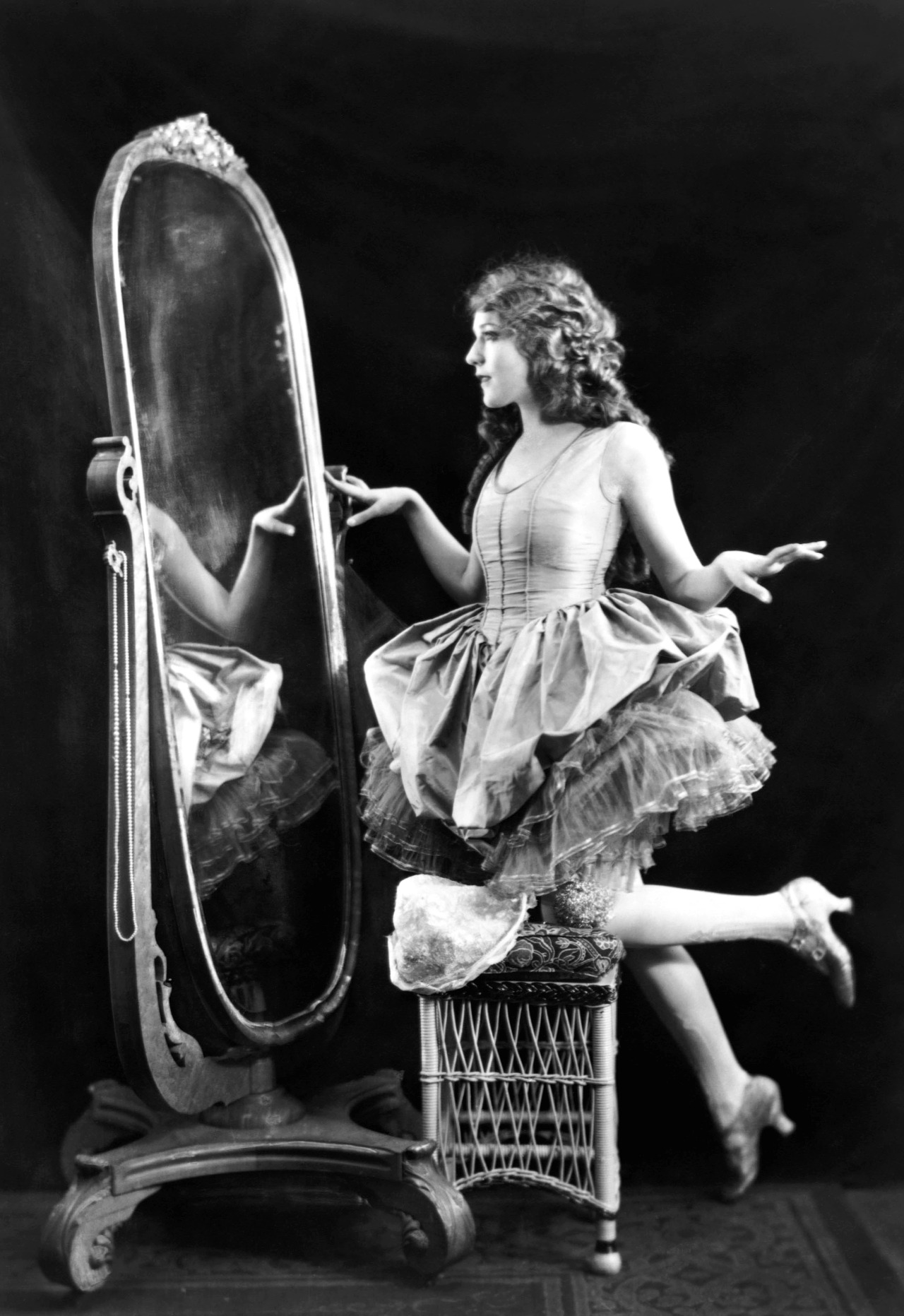
Mary Pickford.
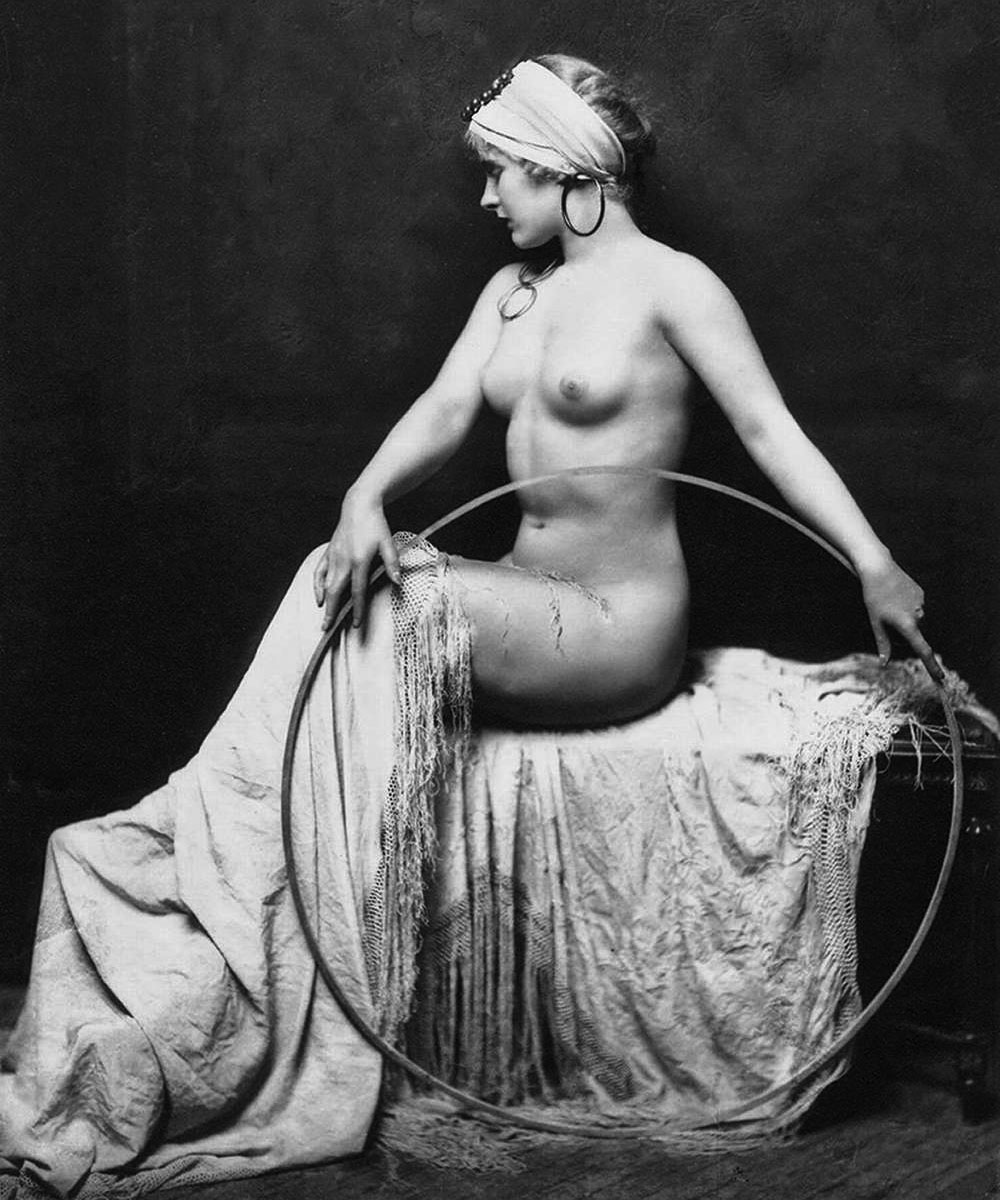
Posado de mujer desnuda.
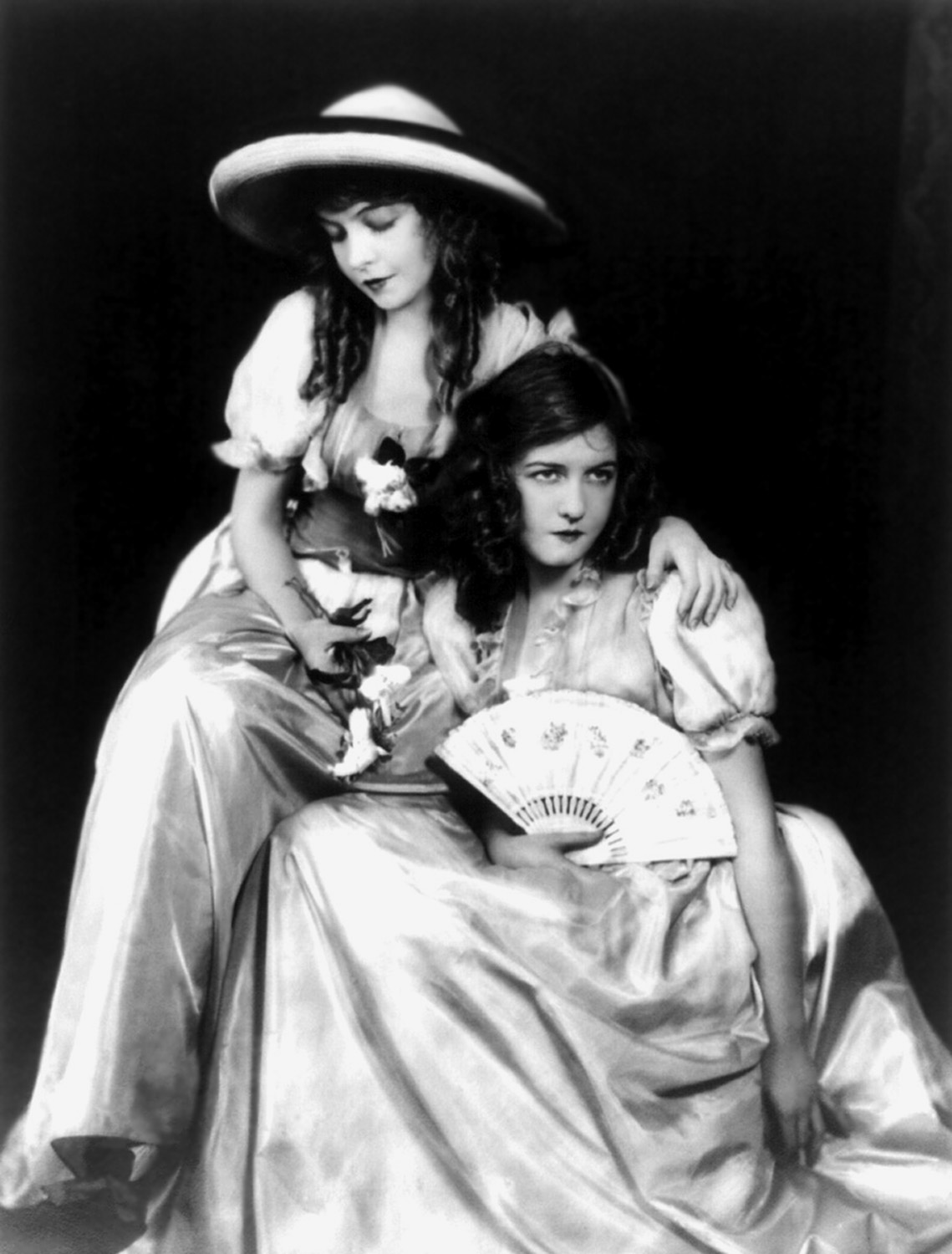
Dorothy y Lillian Gish, foto promocional de su película Las dos huérfanas (1921).
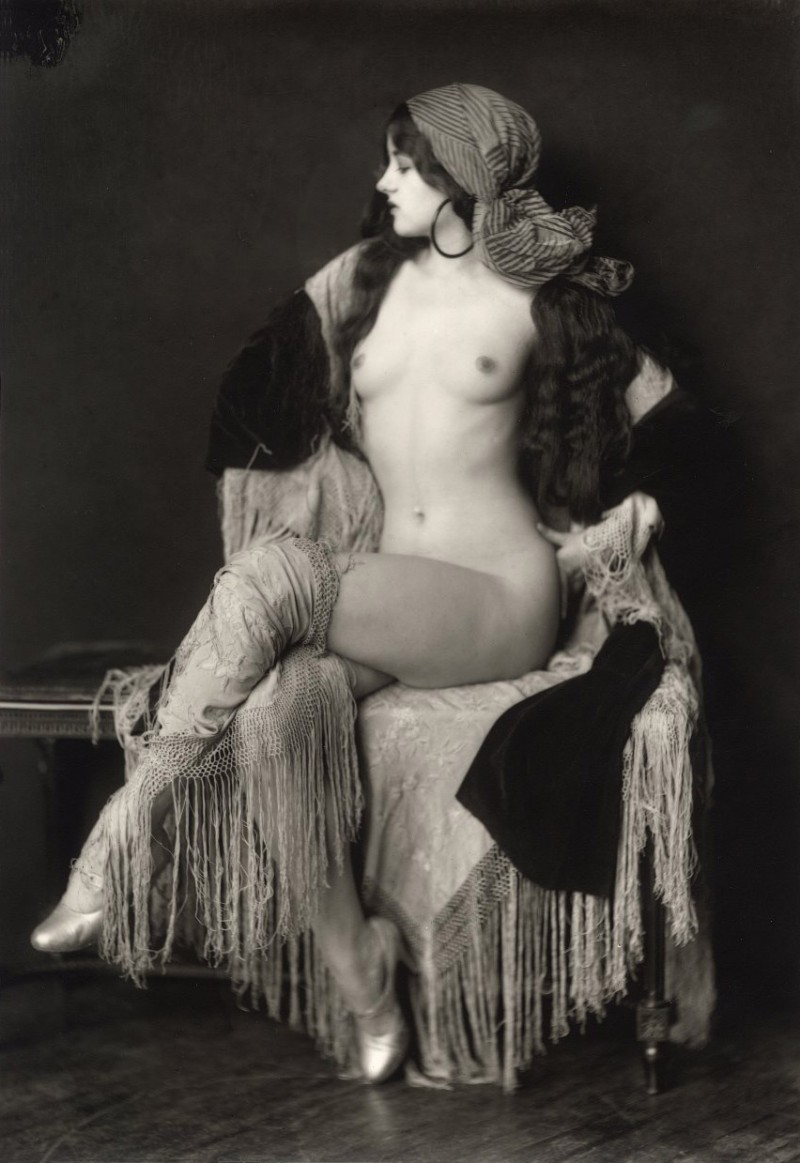
Virginia Biddle.